# Hurb
Hurb (antigo Hotel Urbano) é uma agência de viagens brasileira.
Em 2016, a empresa foi avaliada em R$ 2,6 bilhões ou aproximadamente US$ 590 milhões quando a Booking Holdings comprou uma pequena porcentagem por US$ 60 milhões.
Em 2025, teve licença de funcionamento suspensa pelo Ministério do Turismo (MTur).

## História
A empresa foi fundada inicialmente como um site de compras coletivas em 2011 por João Ricardo Mendes. Funcionou sob este modelo de negócio por apenas 5 meses. Ainda em 2011, os dois irmãos reposicionaram a empresa no mercado, que passou a atuar como agência de viagens online com foco em pacotes de curto prazo fora de temporada. Neste novo modelo, as tarifas de hospedagem são reduzidas em até 40% em relação às tarifas de alta temporada.
Em algumas rodadas de investimento, as empresas americanas de fundos Insight Venture Partners e Tiger Global Management investiram na empresa. Eles são conhecidos por terem investido em empresas como Facebook, Netflix e LinkedIn. A empresa começou a comercializar acomodações em hotéis e pacotes de viagens internacionais. Em 2013, ofereceu hotéis e pacotes de viagens para 35 mil destinos em mais de 180 países. Ao final de 2014, a empresa firmou parceria com o Rock in Rio e se tornou a única empresa brasileira a comercializar pacotes de viagens para as duas edições do festival em 2015.
No início de 2015, a empresa firmou uma parceria com a RentalCars.com que lhe permitiu comercializar serviços de reserva e aluguel de automóveis em mais de 26 mil destinos em 180 países. No mesmo ano, um Conselho de Administração, composto por membros independentes. Esses membros são: Derek Zissman, ex-diretor do grupo KPMG no Reino Unido; Stelleo Tolda, vice-presidente executivo e diretor de operações do Mercado Livre; Leonardo Rocha, executivo de negócios que já trabalhou na Telefônica, Ponto Frio e Camargo Corrêa. O Conselho conta ainda com a participação de João Ricardo Mendes e José Eduardo Mendes, fundadores da empresa, e Brad Twohig, sócio-diretor, e Elodie Dupuy, vice-presidente da Insight Venture Partners, empresa de fundos de investimentos que já liderou três rodadas de investimentos na empresa. Também em 2015, a Booking Holdings investiu US$ 60 milhões na empresa e ganhou uma participação minoritária no negócio. Esta parceria teve como objetivo expandir a atuação da empresa, especialmente na América Latina, por meio da rede global de mais de 780 mil parceiros de hospedagem que se beneficiam do Priceline.com.

### Suspensão
Em 10 de abril de 2025, a Secretaria Nacional do Consumidor do Ministério da Justiça e Segurança Pública (Senacon/MJSP) retomou o processo administrativo contra a empresa, com medida cautelar de suspensão de oferta e comercialização de serviços.
Em 14 de abril, após consecutivas quebra de contratos e acordos de prestação de serviços, a Secretaria Nacional de Políticas de Turismo (SNPTur), vinculada ao Ministério do Turismo (MTur) cancelou a licença da empresa para agenciar viagens no país. A iniciativa vem após a ordem do Procon Carioca de suspender as atividades da empresa.
Em 25 de abril, após decisão judicial, o site da empresa ficou fora do ar, tendo o seu domínio congelado também por decisão judicial.

## Controvérsias

### A duvidosa conduta de João Ricardo Mendes na Hurb
João Ricardo Mendes, esteve no centro de diversos episódios considerados bizarros e polêmicos durante sua gestão da empresa. No início da crise da empesa em 2023, a Hurb enfrentou uma grave crise de credibilidade ao não cumprir pacotes de viagem vendidos a preços promocionais, o que gerou uma onda de reclamações e repercussão negativa. Em resposta, João adotou uma postura inusitada nas redes sociais, publicando vídeos com linguagem agressiva e debochada, nos quais ironizava consumidores insatisfeitos e afirmava que resolveria a situação "do seu jeito". Em alguns desses vídeos, chegou a usar uma retórica messiânica, se comparando a grandes líderes revolucionários, prometendo "quebrar a internet" e defender sua empresa a qualquer custo. Além disso, foi acusado de coagir funcionários a defenderem a empresa online, incentivar práticas comerciais duvidosas e promover uma cultura interna baseada em lealdade pessoal. Também foi acusado de coagir funcionários a defenderem a marca online, incentivar práticas comerciais duvidosas e promover uma cultura de lealdade pessoal extrema. Em outro episódio amplamente criticado, João teria vazado dados pessoais de clientes em transmissões ao vivo, expondo informações sensíveis em retaliação a críticas. A polêmica aumentou quando se envolveu em uma disputa pública com o filho do surfista profissional Pedro "Scooby" Vianna, após a família reclamar de problemas com um pacote da Hurb — episódio que viralizou nas redes sociais.
A sucessão de escândalos culminou em sua destituição da liderança da empresa em abril de 2023, por decisão judicial,[carece de fontes?] que apontou má gestão e risco à continuidade do negócio. As atitudes de João Ricardo Mendes o transformaram em uma das figuras mais questionáveis do empreendedorismo recente no Brasil.[carece de fontes?]

### Caso Apetrexo e a relação com o Hurb
Nos primeiros anos da década de 2010, o site de comércio eletrônico Apetrexo, especializado na venda de eletrônicos importados, como iPads e iPhones, passou a ser alvo de denúncias por não entrega de produtos adquiridos pelos consumidores. A empresa foi incluída na lista de sites não confiáveis do Procon e investigada pelo Ministério Público por possíveis danos ao consumidor.
O caso apresenta semelhanças com denúncias posteriores envolvendo a Hurb, que acumulou milhares de reclamações e cerca de 10 mil processos judiciais. Durante a pandemia de COVID-19, o Hurb vendeu pacotes de viagens com datas flexíveis a preços reduzidos, mas muitos consumidores relataram não ter conseguido realizar as viagens ou obter reembolsos.
Os fundadores do Hotel Urbano, João Ricardo Mendes e José Eduardo Mendes, também foram sócios do Apetrexo. Quando o Hotel Urbano começou a ganhar notoriedade no mercado, por volta de 2012, os irmãos venderam o controle da Apetrexo para Daniel Lima da Luz e Antônio Osvaldo Gomes Cavados. Este último é pai de Antônio Osvaldo Gomes Cavados Junior, executivo e pessoa próxima a João Ricardo Mendes no Hurb. Registros apontam que o número de telefone utilizado pela APTX Group, razão social da Apetrexo, era o mesmo registrado posteriormente pela Hurb.
Entre os afetados pelas práticas da Apetrexo esteve a BCash, empresa de pagamentos vinculada ao Buscapé, que atuava como intermediadora de compras online e garantia a devolução do dinheiro em caso de não entrega. A BCash chegou a transferir R$ 2,8 milhões para a Apetrexo, mas enfrentou dificuldades para manter o controle dos reembolsos após um aumento expressivo nas vendas durante uma edição da Black Friday. Quando a parceria foi encerrada, a Apetrexo enviou comunicados aos clientes orientando-os a buscar ressarcimento diretamente com a BCash, inclusive divulgando o e-mail de um executivo da empresa.
O modelo de negócios adotado pelo Hurb baseia-se em tecnologia para localizar promoções em companhias aéreas e redes hoteleiras, operando no formato de "venda a descoberto" — em que a emissão de bilhetes e confirmação de hospedagens ocorre apenas próximo à data da viagem. Os contratos costumam prever prazos de até 24 meses para a realização das viagens. Em casos de não prestação do serviço, os clientes que ultrapassaram o prazo de contestação junto às operadoras de cartão de crédito precisam solicitar reembolso diretamente ao Hurb, sem garantia de correção monetária. Em algumas situações, os consumidores relatam ter recorrido ao Poder Judiciário para obter ressarcimento.
Durante a pandemia, o Hurb teria movimentado cerca de R$ 3 bilhões com a venda de pacotes flexíveis, segundo declarou João Ricardo Mendes ao site Brazil Journal. Em 2025, o executivo foi alvo de críticas após vazar em redes sociais uma troca de mensagens em que expôs dados e ofendeu um cliente em um grupo de WhatsApp.
Em setembro de 2023, a Secretaria de Proteção e Defesa do Consumidor do Rio de Janeiro (Procon-RJ) aplicou multa de 407 mil reais ao site de viagens Hurb por descumprimento de ofertas e práticas abusivas.
Em agosto de 2024, o programa Fantástico da TV Globo abordou o problema enfrentado por dezenas de milhares de brasileiros que compraram pacotes de viagem no site do Hurb, mas não conseguiram viajar nem receberam reembolso. Mesmo com ordens judiciais, a empresa não tem cumprido suas obrigações. Muitos processos judiciais contra o Hurb não resultaram em pagamentos, levando advogados a desistirem de aceitar novos casos. A empresa enfrenta mais de 100 mil ações na justiça, incluindo mais de 12 mil apenas no Rio de Janeiro. A Secretaria Nacional do Consumidor está negociando com a empresa um termo de ajustamento de conduta para tentar resolver a situação, mas ainda não há garantia de que todos os consumidores serão reembolsados. Em nota, o Hurb afirmou que está criando uma plataforma de negociação com os clientes e que pretende normalizar suas operações, mas não explicou por que descumpre as decisões judiciais.

### Envolvimento em investigações e antecedentes criminais
Os fundadores do Hurb, João Ricardo Mendes e José Eduardo Mendes, são alvos de diversas denúncias e investigações conduzidas pelo Ministério Público. Segundo o órgão, foram realizadas tentativas de firmar um Acordo de Não Persecução Penal (ANPP) com os empresários, sem sucesso, uma vez que os irmãos não responderam aos contatos oficiais.

Além das investigações recentes, ambos possuem um histórico criminal significativo. João Ricardo e José Eduardo já foram formalmente acusados por crimes como furto, estelionato, ameaça, lesão corporal, entre outras infrações penais.